# إمارة هنزه
إمَارَةُ هُنزَه (بالأردية: رياست ہنزہ، بروشسكي: ہنزا) وتعرف كذلك بإسم هونزا وكنجوت كانت إمارة مستقلة لمدة 900 عام، أصبحت لاحقًا ولاية أميرية في تحالف فرعي مع الهند البريطانية منذ عام 1892م إلى آب 1947م، غير منحازة لمدة ثلاثة أشهر تشرين الثاني 1947 حتى 1974م اصبحت عندها ولاية أميرية لباكستان. كانت قد غطت هونزا الأراضي التي تشكل الآن الجزء الشمالي من غلغت-بلتستان في باكستان. وكان حكامها يلقبون بتسمية مير.
تحد الولاية الأميرية وكالة جيلجيت من الجنوب، وولاية ناجار الأميرية السابقة من الشرق، والصين من الشمال الشرقي وأفغانستان من الشمال الغربي.
كانت عاصمة الولاية بلتيت (المعروفة أيضًا باسم كريم آباد). ولاية هنزه الأميرية الآن هي منطقة هونزا في باكستان.

## التاريخ
كانت هونزا إمارة مستقلة لعدة قرون. كان يحكمها ميرس هونزا الذين أخذوا لقب ثوم. وقد كان شعب الهونزا روافد وحلفاء للصين، معترفين بالصين كدولة ذات سيادة منذ عام 1760 أو 1761. اعتبر حكام الهونزا أنفسهم وإمبراطور الصين من أهم القادة في العالم. عندما أغار الكنجوتيون (احدى تسميات شعب هونزا) على الأماكن الجبلية في كاراكوروم وجبال كونلون بما في ذلك تشاهيدولا، حيث كانت بعض مجموعات البدو الرحل من القرغيز هم السكان الرئيسيون باعوا بعض العبيد القيرغيزيين للصينيين.
في عام 1847 عقد مير غزانفور تحالفه الاسمي مع الصين. وبعد ذلك منحت الصين هونزا جاكر كمنحة أرض في يرقند ودفعت إعانة للمير. في عام 1860، أشاد حاكم هنزه بدوجرا بعد احتلالهم غلغت وأصبحت هنزه رافدًا لكل من كشمير والصين. هرب آخر حاكم مستقل تمامًا لإمارة هنزه مير صفدر خان الذي حكم منذ عام 1886 ذاهباً الى الصين بعد الغزو من قبل البريطانيين.
في أواخر القرن التاسع عشر تورطت هنزه في اللعبة الكبرى، وهي التنافس بين بريطانيا وروسيا للسيطرة على المناطق الشمالية للهند. اشتبه البريطانيون في تورط الروس مع حكام الولايات الصغيرة على الحدود الشمالية لكشمير. في عام 1888 قام النقيب الروسي برونيسلاف جرومبشيفسكي بزيارة هنزه. وفي العام التالي قام النقيب البريطاني فرانسيس يانغهازبند بزيارة إمارة هنزه للتعبير عن استياء البريطانيين من غارات هنزه في نهر ياركاند.
شكّل النقيب البريطاني رأيًا متدنيًا عن الحاكم صفدار علي واصفًا إياه بأنه "لا يستحق أن يحكم عِرقًا جيدًا مثل شعب الهونزا". وفي عام 1891 شن البريطانيون حملة هونزا-ناجار وسيطروا على هنزه ووادي ناجار المجاور. ليفر صفدر خان إلى الصين مع شقيقيه.
كان الأمير محمد نفيس خان المطالب الرئيسي بميرية دولة هنزه على أساس أنه الابن الأكبر لمير غازان خان الأول وله الحق الشرعي في أن يتم تعيينه في منصب مير هنزه. ومع ذلك تم تنصيب شقيقه الأصغر الأمير محمد ناظم خان من قبل البريطانيين في أيلول 1892.
لتتحول هنزه من إمارة الى ولاية أميرية في تحالف فرعي مع الهند البريطانية وهي حالة احتفظت بها حتى عام 1947 بعد كونها إمارة مستقلة لقرون.
انخرطت حكومة جمهورية الصين في مفاوضات سرية مع مير هنزه بشأن استعادة العلاقات السابقة للدولة مع الصين، وسط تقسيم الهند البريطانية، كانت هنزه مستقلة عن الهند وباكستان. وبسبب حرب 1947 التي اندلعت بين باكستان والهند بسبب نزاعهما في كشمير، غير مير هنزه رأيه وانضم إلى باكستان بعد انقلاب ضد الهند بغلغت.

## السلطة

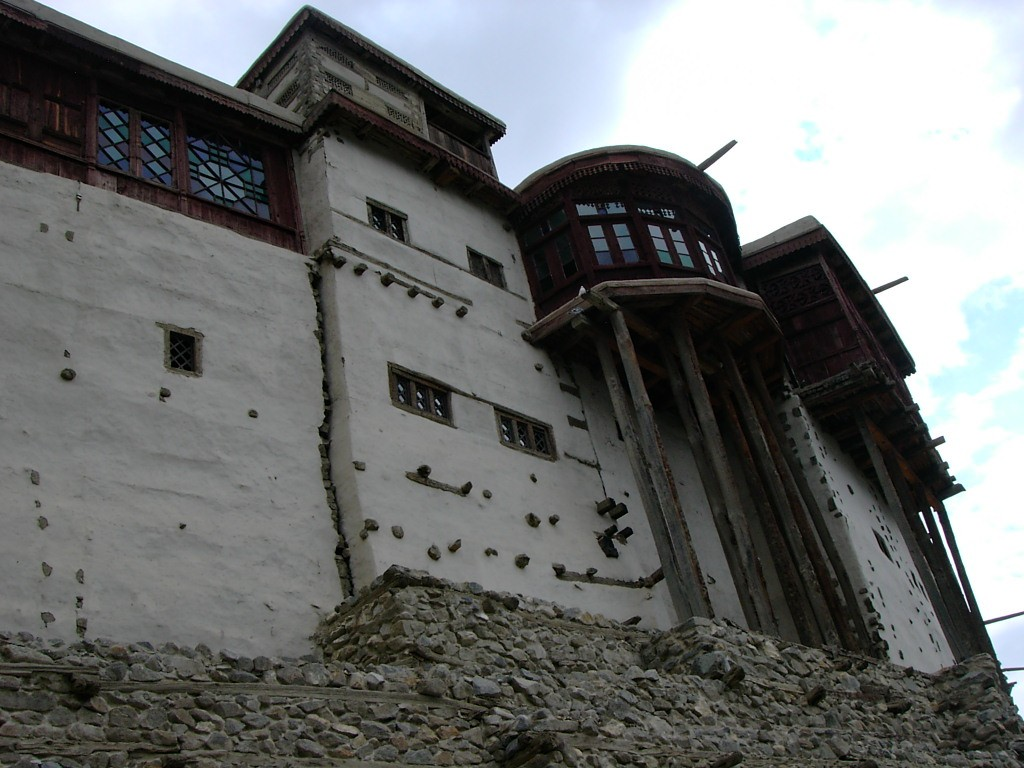
قلعة بلتيت، المقر السابق لمير هنزه

كان يحكم الدولة حكام وراثيون أخذوا لقب "مير" ويساندهم مجلس الوزراء. تفاصيل الحكام الأوائل غير مؤكدة، مع توفر التواريخ المحددة الأولى من عام 1750 فصاعدًا:
1. مير سليم خان الأول
2. مير شاه سلطان خان
3. مير شهباز خان
4. مير شهبك خان
5. مير خيسرو خان
6. مير ميرزا خان
7. مير سليم خان الثاني
8. مير صفدر علي خان
9. مير محمد ناظم خان
10. مير محمد غازان الثاني
11. مير محمد جمال خان: كان جمال خان آخر مير من هنزه. ألغيت سلطاته في حل ولاية هونزا من قبل بوتو في 25 سبتمبر 1974.
12. مير غضنفر علي خان

## جغرافية

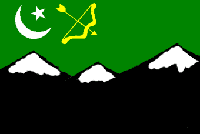
علم موجز لإمارة شيفا ناتاراج 2004

يقع وادي هنزه على ارتفاع 2438 مترًا (7999 قدمًا). كما يبلغ ارتفاع العاصمة السابقة بلتيت 2477 مترًا (8129 قدمًا). تم ترميم كل من بلتيت وقلعتها على نطاق واسع وهي مناطق جذب سياحي رئيسية في المنطقة.
لقرون عديدة وفرت هنزه أسرع وصول إلى سوات وغاندارا للأشخاص الذين يسافرون سيرًا على الأقدام. كان الطريق سالكًا لأمتعة الحيوانات؛ كان بإمكان الحمالين البشر فقط العبور، وبعد ذلك فقط بإذن من السكان المحليين.
تم الدفاع عن هنزه بسهولة لأن الممرات كانت في الغالب أقل من نصف متر (حوالي 18 بوصة).
غالبًا ما كانت الممرات الجبلية العالية تعبر وجوه الجرف العارية على جذوع الأشجار المحفورة في شوق الجرف مع توازن الحجارة في الأعلى. كما تعرضوا باستمرار لأضرار منتظمة من الطقس والصخور المتساقطة. ايضًا كانت هذه "الممرات المعلقة" يُخشى منها كثيرًا في التواريخ الصينية المبكرة والتي قد أرعبت الجميع.

## ديموغرافيا
معظم سكان هونزا هم من المسلمين الشيعة الإسماعيليين. كانت اللغة المشتركة في هنزه هي بروشسكي بينما يتم التحدث بلغات وخي وشينا في هنزه العليا والسفلى على التوالي. الأردية مفهومة على نطاق واسع في هنزه وهي الرسمية منذ 1947 سبقتها فارسية.

## اقرأ أيضًا
- هنزه
- شعب الهونزا
- باكستان
- قائمة السلالات الحاكمة الإسلامية الشيعية